# Phytomyza atomaria
Phytomyza atomaria este o specie de muște din genul Phytomyza, familia Agromyzidae, descrisă de Zetterstedt în anul 1848.
Este endemică în Sweden. Conform Catalogue of Life specia Phytomyza atomaria nu are subspecii cunoscute.